# 21 Bridges
21 Bridges (titulada: Nueva York sin salida en Hispanoamérica y Manhattan sin salida en España) es una película de suspenso de acción estadounidense de 2019 dirigida por Brian Kirk. La película está protagonizada por Chadwick Boseman como un detective de la policía de Nueva York que cierra los 21 puentes epónimos de Manhattan para encontrar a dos presuntos asesinos de policías (Stephan James y Taylor Kitsch). Sienna Miller, Keith David y J. K. Simmons aparecen en papeles secundarios. Los hermanos Joe y Anthony Russo actúan como productores.
21 Bridges fue estrenada en cines en los Estados Unidos el 22 de noviembre de 2019 por STXfilms. Recibió críticas mixtas de los críticos y recaudó $49 millones en todo el mundo con un presupuesto de $33 millones. También fue la última película de Boseman antes de su muerte en agosto de 2020. Sus dos últimas películas, Da 5 Bloods y Ma Rainey's Black Bottom, fueron lanzadas en Netflix.

## Argumento
Un joven Andre Davis asiste al funeral de su padre, que era un oficial de policía asesinado durante uno de sus turnos. 19 años después, Davis se convierte en un exitoso agente de la ley que trabaja para la policía de Nueva York. Luchando con el legado de su padre, Davis se ha ganado la reputación de cazar y matar a los "asesinos de policías", aunque afirma que todos fueron en defensa propia y se siente incómodo con la etiqueta.
Una noche, dos pequeños delincuentes y veteranos de guerra Michael Trujillo y Ray Jackson toman un trabajo para saquear una bodega y robar varios kilogramos de cocaína que guardaba. El atraco sale mal cuando se dan cuenta de que hay más cocaína de la que esperaban y los agentes de policía llegan casualmente al lugar. Se ven obligados a un tiroteo donde Ray dispara a los oficiales. Michael regaña a Ray por ponerlos en peligro debido a la muerte de los oficiales.
Davis es asignado al caso. El detective de narcóticos Frankie Burns es asignado como socio de Davis. Davis y Burns entran en conflicto con los agentes del FBI, que intentan hacerse cargo del caso. Con la aprobación renuente del teniente de alcalde, el FBI, y el jefe del recinto de oficiales, el Capitán McKenna, Davis pide que se cierre la isla de Manhattan. Sin embargo, solo se les da hasta las 5 de la mañana para atrapar a los delincuentes.
Ahora, a la fuga, Ray y Michael obligan a su enlace, Bush, a persuadir a su controlador para que les dé un corte mayor a cambio de que sus identidades cambien por su escape. Se les da más dinero y su reparador, Adi, les da nuevas identidades y les dice que salgan a Miami a la mañana siguiente. Davis y Burns logran identificar a Ray, Michael y Bush en la investigación resultante. Bush es asesinado a tiros por Butchco y Dugan, quienes llegan primero. Después de atrapar a Butchco plantando su arma de respaldo en el cuerpo de Bush y peleándose brevemente con él, Davis se vuelve más sospechoso cuando un equipo de policía dirigido por el teniente Kelly rápidamente logra localizar el apartamento de Adi. Adi es herido de muerte por los policías, pero logra darle a Michael dos memorias USB y la contraseña para ellos antes de que Michael y Ray escapen.
Davis y Burns logran alcanzar a Michael y Ray; Después de matar accidentalmente a un civil, Ray es herido de muerte por Davis. Luego, Michael sostiene a Burns a punta de pistola y le cuenta a Davis sobre las unidades y lo sospechoso que es todo antes de escapar. Burns regaña a Davis por dejar escapar a Michael a pesar de la supuesta reputación de Davis de matar a quienes asesinan a policías. Michael logra esconderse en una habitación de hotel, donde desbloquea el contenido de la unidad y se da cuenta de que el recinto de McKenna estaba involucrado en el tráfico de drogas de la bodega y obtener ganancias por ello. Después de otra persecución en la que Michael abandona su dinero, Davis logra arrinconarlo en un tren subterráneo y lo convence de rendirse, prometiéndole mantenerlo con vida. Burns le disparó de repente a Michael, quien también había abordado el tren y afirmó que ella pensaba que Michael todavía estaba sosteniendo a Davis a punta de pistola. Davis la regaña por dispararle a Michael, quien secretamente entrega las unidades, junto con la contraseña, a Davis antes de morir. Mientras la policía felicita a los dos por sus esfuerzos, Davis descubre que Burns se había puesto en contacto con Kelly antes de que el departamento de Adi fuera allanado.
A la mañana siguiente, McKenna llega a su casa y encuentra a Davis reteniéndolo a punta de pistola, después de descubrir el contenido de las unidades. McKenna razona que los oficiales estaban luchando por sobrevivir con un sueldo miserable, lo que los obligó a entrar en el tráfico de drogas, pero eso no convence a Davis de que se vaya. McKenna, junto con un Butchco que llega, Dugan y Kelly, que estaban todos en la nómina de McKenna, abren fuego contra Davis. Davis los mata a todos, incluido McKenna, quien se niega a rendirse. Burns, de quien Davis dedujo que también estaba aliado con McKenna, aparece por detrás y sostiene a Davis a punta de pistola. Davis la convence de darse por vencida después de revelar que él ya había filtrado la información en línea, y que no quiere que su hija viva sin su madre en caso de que ella obtenga una cadena perpetua por matarlo.
Como consecuencia, Davis se marcha solemnemente en uno de los  puentes  de Nueva York al atardecer, con las unidades a su lado en el portavasos.

## Reparto
| Actor                | Personaje                |
| -------------------- | ------------------------ |
| Chadwick Boseman     | Andre Davis              |
| Christian Isaiah     | Andre Davis (joven)      |
| Sienna Miller        | Frankie Burns            |
| J. K. Simmons        | Cap. McKenna             |
| Taylor Kitsch        | Ray Jackson              |
| Keith David          | Vicejefe Spencer         |
| Stephan James        | Michael Trujillo         |
| Morocco Omari        | Teniente de alcalde Mott |
| Jamie Neumann        | Leigh                    |
| Toby Hemingway       |                          |
| Katie McClellan      | Kim                      |
| Shayna Ryan          | Press                    |
| Gary Carr            | Hawk                     |
| Alexander Siddig     | Adi                      |
| Louis Cancelmi       | Bush                     |
| Victoria Cartagena   | Yolanda                  |
| Dale Pavinski        | Tom Cheaver              |
| Adriane Lenox        | Vonetta Davis            |
| Sarah Ellen Stephens | Vonetta Davis (joven)    |

## Producción
El 11 de julio de 2018, se anunció que Chadwick Boseman protagonizaría la película, entonces conocida bajo el título 17 Bridges, con Brian Kirk dirigiendo. J. K. Simmons, Sienna Miller y Taylor Kitsch fueron elegidos en septiembre. Sin embargo, Chris Pratt, Andrew Koji, Will Yun Lee y Lewis Tan también fueron considerados para el papel de Ray Jackson.
La filmación comenzó el 24 de septiembre, con producción entre la ciudad de Nueva York y Filadelfia. Keith David, Marruecos Omari, Toby Hemingway, Stephan James y Jamie Neumann se unieron en octubre de 2018.
Henry Jackman y Alex Belcher compusieron la partitura de la película. La banda sonora fue lanzada en Sony Classical Records.

## Estreno
21 Bridges fue lanzado en los Estados Unidos y Canadá el 22 de noviembre de 2019. Anteriormente estaba programado para ser lanzado el 12 de julio y el 27 de septiembre de 2019.

### Versión Casera
La película se lanzó en descarga digital el 4 de febrero de 2020 y también se lanzó en DVD y Blu-ray el 18 de febrero de 2020.

## Recepción

### Taquilla
Al 8 de marzo de 2020, 21 Bridges ha recaudado $28.5 millones en los Estados Unidos y Canadá, y $21.4 millones en otros territorios, para un total mundial de $49.9 millones, contra un presupuesto de producción de $33 millones.
En los Estados Unidos y Canadá, la película se estrenó junto a A Beautiful Day in the Neighborhood y Frozen II, y se proyectó que recaudaría entre 10 y 12 millones de dólares de 2655 cines en su primer fin de semana. La película ganó $3.3 millones en su primer día, incluidos $770,000 de los avances de la noche del jueves. Luego debutó a $9.3 millones, terminando cuarto en la taquilla. La película cayó un 37% en su segundo fin de semana, ganando $5.8 millones y terminando sexto.

### Crítica
En Rotten Tomatoes, la película tiene una calificación de aprobación del 52% basada en 127 reseñas, y una calificación promedio de 5.4/10. El consenso de críticos del sitio dice: "21 Bridges cubre su ritmo de manera competente, pero dado su impresionante reparto, este thriller policial debería ser más deslumbrante de lo que es". En Metacritic, la película tiene una puntuación promedio ponderada de 51 de 100, basado en 32 críticos, que indican "revisiones mixtas o promedio". El público encuestado por CinemaScore le dio a la película una calificación promedio de "B+" en una escala de A+ a F, mientras que aquellos en PostTrak le dieron un promedio de 4 de 5 estrellas, con un 57% diciendo que definitivamente lo recomendarían.